# Clinoptiloliet
Het mineraal clinoptiloliet is een natrium-kalium-calcium-aluminium-tectosilicaat, een verbinding van tectosilicaationen met natrium, kalium, calcium en aluminium met de molecuulformule (Na,K,Ca)2-3Al3(Al,Si)2Si13O36·12(H2O). Het heeft CAS-nummer 12173-10-3. De naam komt van het Griekse κλίνειν, klinein, dat hellen betekent, en van ptiloliet, de andere naam voor het mineraal mordeniet, waar clinoptiloliet veel op lijkt. Het is gehydrateerd en het is een veel voorkomende zeoliet. Alle zeolieten zijn een tectosilicaat.
Clinoptiloliet is doorzichtig, heeft geen duidelijke kleur of is wit of rood, het heeft een glasglans en een witte streepkleur. Het heeft een monoklien kristalstelsel en de splijting is perfect volgens het kristalvlak [010]. Het heeft een massadichtheid van 2,15 kg/l en de hardheid is 3,5 tot 4. De radioactiviteit van het mineraal is nauwelijks meetbaar.
Het is een redelijk algemeen mineraal dat vooral als het product van devitrificatie voorkomt in bijvoorbeeld  glas van vulkanisch oorsprong, uit tufsteen waar siliciumdioxide of silica in zit. Het komt ook voor in spleten in ryolieten, andesieten en basalten. De typelocaties zijn basaltgesteente van een bergrug in de buurt van Hoodoo mountain in Wyoming en een offshore boorgat in Japan.
Clinoptinoliet kan synthetisch worden bereid. Dit kan gebeuren door een mengsel van siliciumdioxide, aluminiumoxide, water en natriumhydroxide of kaliumhydroxide gedurende een aantal dagen in de juiste verhoudingen te verwarmen, waarbij een kleine hoeveelheid kristallen van clinoptinoliet als entkristal aan het mengsel wordt toegevoegd.
Het komt als moleculaire zeef voor alle toepassingen daarvan in aanmerking, zoals voor selectieve adsorptie van bepaalde moleculen, ionenwisselaar en als katalysator van chemische reacties.
Het mag als 'technologisch' toevoegingsmiddel in diervoeder worden gebruikt. Het heeft dan de functie van antiklontermiddel of bindmiddel van pellets. De Europese Commissie heeft clinoptinoliet in 2013 toegelaten in diervoeding voor alle diersoorten. Alleen clinoptinoliet van sedimentaire oorsprong is toegestaan.